# Seeteufel (U-Boot)
Das Kleinst-U-Boot Seeteufel, auch Elefant oder Projekt Lödige genannt, war ein Projekt der deutschen Kriegsmarine gegen Ende des Zweiten Weltkrieges.

## Entwicklungsgeschichte
Ziel des Projekts war der Bau eines Kleinst-U-Boots mit amphibischen Fähigkeiten. Dazu wurden an den beiden Seiten des Unterbodens Gleisketten angebracht, die es dem Seeteufel erlaubten, direkt von einem 35-t-Standard-Panzertiefladeanhänger mit eigener Kraft ins Wasser zu fahren. Durch die Geländetauglichkeit konnte zudem jeder flache Meereszugang genutzt werden, ohne auf die üblichen Hilfsmittel (Kranschiffe, Eisenbahn- oder Hafenkräne, Hafenanlagen) zurückgreifen zu müssen. Dadurch hatte die operative Einsatzplanung weitgehende Freiheit in der Wahl des Einsatzortes. Ein weiterer Vorteil war, dass der Seeteufel auf dem Meeresboden fahren oder abgesetzt werden konnte.
Das Konzept des Seeteufels geht auf den Diplomingenieur Alois Lödige zurück, der im Sommer 1944 in der Torpedoversuchsanstalt Eckernförde mit seinem Planungsstab nur vier Monate benötigte, um von der Risszeichnung zu einem Prototyp zu gelangen. Die anschließende Erprobung in der Eckernförder Bucht erfolgte durch das Versuchskommando 456 der Kleinkampfverbände der Kriegsmarine.
Die Seeerprobungen zeigten, dass der Seeteufel, trotz seines Gewichts von 18 t (Einsatzgewicht 20 t) grundsätzlich die in ihn gesetzten Erwartungen erfüllte. Bei einer Probefahrt erreichte der Seeteufel eine Tauchtiefe von 21 Metern; die vorgesehene Maximaltauchtiefe von 25 Metern konnte in der Eckernförder Bucht nicht getestet werden. Er war im Wasser äußerst wendig und gut manövrierbar. Sein schnell ansprechendes Tiefenruder ermöglichte eine einfache Tiefensteuerung sowie ein dynamisches Ab- und Auftauchen. Der Seeteufel wurde wie ein Flugzeug mit einem Steuerknüppel in alle Richtungen gelenkt. Revolutionär war ein Wellenbrecher aus Plexiglas, der eine optimale Sicht für den Piloten gewährleistete. Zusätzlich verfügte das Boot über einen im Schnorchelmast befestigten Magnetkompass, der über Spiegel in der Zentrale ablesbar war. Die Primärbewaffnung bestand aus zwei Torpedos des Typs G7. Der Seeteufel war das einzige Kleinst-U-Boot, das diese Torpedos mit voller Reichweite (1,8 km T-5, 3 km G7e, 3–12,5 km G7a) verwenden konnte, da er über Untertriebszellen zum Ausgleich des Untertriebes der Torpedos von je 300 kp pro Torpedo (zusammen 600 kp) verfügte. Als Alternativbewaffnung konnten seitlich des Bootes vier Seeminen angebracht werden. Zum Eigenschutz diente ein Maschinengewehr oder Flammenwerfer.
Zentraler Schwachpunkt des Bootes war seine Motorisierung. Geplant waren ein 200 PS starker Dieselmotor und ein 100-PS-Elektromotor für die Unterwasserfahrt; tatsächlich standen jedoch nur ein 80-PS-Diesel- und ein 24-PS-Elektromotor zur Verfügung. Als weiterer Nachteil erwiesen sich die zu schmalen Gleisketten. Der dadurch erhöhte Bodendruck ließ den Seeteufel tief in nassen Schlamm oder Sand am Meereszugang einsinken, was ihn noch langsamer machte. Es bestand sogar die Gefahr des Festfahrens. Dies wollte man durch breitere Gleisketten vermeiden, die den Bodendruck verringern sollten. Das Hauptproblem war das enorme Gewicht des Seeteufels, das ihm den Beinamen Elefant einbrachte. Da Lödige und sein Team keine Marinetechniker im engeren Sinne waren, geriet das Boot zu schwer, obwohl das OKM durchaus Gewichtseinsparungen erkannte.
All diese Probleme sollten vor der Serienfertigung behoben werden, für die die Borgwardwerke in Bremen vorgesehen waren. Zunächst wurden drei Boote in Auftrag gegeben und weitere zwanzig mit verstärktem Antrieb. Bis Kriegsende konnte kein einziges Boot fertiggestellt werden. Der Prototyp wurde von Einheiten der K-Verbände nach Lübeck-Schlutup (Deckname Blaukoppel) gebracht und dort bei Kriegsende gesprengt. Weitere Versionen für drahtgesteuerte Torpedos (Typ Grille) und Kampftauchereinsätze waren geplant.